# Everybody
Everybody (lit. „Toată lumea”) este un cântec scris de muziciana americană Madonna pentru albumul ei de debut, Madonna, fiind lansat pe 6 octombrie 1982 de Sire Records, ca primul ei single. Înregistrarea variantei demonstrative a avut loc alături de Steve Bray. DJ-ul Mark Kamins a fost convins să difuzeze piesa într-un club, iar în urma răspunsului pozitiv primit, Sire Records i-a oferit Madonnei un contract de două cântece. Totuși, după finalizarea înregistrărilor pieselor, doar „Everybody” a fost lansat. Directorul casei de discuri Sire Records, Michael Rosenblatt, a considerat că cealaltă înregistrare nu este destul de bună.
Piesa avea ritmuri R&B iar cântăreața nu apărea pe coperta discului single. Din această cauză mulți au crezut că este o artistă de culoare, cu toate că dilema a fost rezolvată în momentul lansării unui videoclip cu un buget redus ce o prezenta pe Madonna și prietenii ei dansând și cântând într-un club.
Criticii nu au fost impresionați de compoziție, iar comercial, discul single s-a clasat doar în clasamentul dance al revistei Billboard. Cântecul a fost totuși nominalizat pentru vânzări în cadrul unei reviste, fiind inclusă și o fotografie a Madonnei - prima apariție a ei într-o publicație. Piesa a fost interpretată în turneele Virgin și The Girlie Show și a fost inclusă pe compilația de remixuri You Can Dance, precum și cea de hituri din 2009, Celebration.

## Compunerea, înregistrarea și promovarea
În 1980, după ce pleacă din formația The Breakfast Club, Madonna întemeiază alături de fostul ei iubit, Steve Bay, grupul muzical Emmy, având-o pe aceasta ca vocalistă. Însă, din cauza lipsei de bani, membrii formației se schimbă des. La începutul anului 1981 au rămas doar Madonna și Bray. Cântăreața îl întâlnește pe Adam Alter în The Music Buildings și începe să flirteze cu el, aflând de la acesta că el și iubita lui, Camille Barbone, au o casă de producție, Gotham Productions, fiind în căutare de muzicieni pe care să-i impresarieze. Madonna îi înmânează o casetă demonstrativă cu diferite piese, printre care și o variantă a cântecului „Burning Up”, fiind singura care o convinge pe Barbone, iar după ce o vede într-un concert, îi oferă un contract. Cele două devin prietene, însă prietenia lor se destramă după câteva luni de zile. Deși formația, acum intitulată după o poreclă a Madonnei, „Emmy”, atrage oameni la concerte și chiar oferte de la case de discuri, în urma neînțelegerilor în privința viitorului formației, Madonna și Bray decid să plece de la Gotham Productions. Acesta din urmă lucrează cu alți artiști, intrând în timpul liber în studio alături de Madonna. Printre piesele compuse în această perioadă se numără „Everybody”, „Stay”, „Ain't No Big Deal” și o nouă veriune pentru „Burning Up”. Cântăreața îi oferă DJ-ului Mark Kamins din discoteca Danceteria noua ei casetă demo; plăcut surprins de reacția publicului, în special pentru „Everybody”, DJ-ul se înțelege cu Madonna să-i producă single-ul. Îi face cunoștință cu Michael Rosenblatt, care, după ce ascultă caseta ce conținea și piesa „Everybody”, deși nu le considera de calitate, îi oferă un contract pentru două discuri single de 12" cu Sire Records, o companie a Warner Bros, deoarece „fata părea să radieze ceva special”. Acesta i-a oferit 5.000 dolari în avans și 1.000 dolari pentru fiecare cântec compus de ea. Pentru a obține ultima semnătură necesară validării contractului, Rosenblatt i-a trimis președintelui casei de discuri, Seymour Stein, care se afla pe patul de spital după o operație pe inimă, caseta cu înregistrările Madonnei. Acesta a fost de acord, semnând contractul odată cu vizita cântăreței aspirante la spital.
În primăvara anului 1982, Kamin produce primul single al Madonnei, „Everybody”, deși Bray s-a declarat nemulțumit de acesta, el fiind producătorul variantei demo. Aceasta interpretează piesa la Danceteria, făcând playback pentru a se antrena mai bine ca dansatoare. Alături de ea pe scenă mai apar trei dansatori: Martin Burgoyn (care i-a făcut și design-ul pentru coperta discului single), Erica Bell și Bags. Cântecul se dovedește a fi un hit nu numai în Danceteria, ci și în alte cluburi. Pe 24 aprilie, primul single al Madonnei este lansat în Statele Unite, vânzându-se în 80.000 de exemplare. Deși strategia inițială a casei de discuri de promovare a cântăreței era să facă publicul să creadă că e o artistă de culoare pentru a fi difuzată de posturile de radio specializate, unde era o concurență mai mică, după ce Stein și Rosenblatt au văzut-o live în Danceteria, au comandat un videoclip pentru a o promova în toate cluburile din țară. Astfel, un videoclip cu buget redus este realizat. Acesta, regizat de Ed Steinberg, o înfățișează pe cântăreață cu doi dansatori în spate, dansând în fața unor lumini, în Danceteria. Confuzia cum că artista ar fi de culoare este astfel rezolvată, videoclipul fiind des difuzat în cluburi. Între 17 și 23 noiembrie, Madonna înregistrează în studiourile Sigma Sound din New York piese pentru albumul de debut, inclusiv câteva versiuni pentru „Burning Up” și „Physical Attraction”.
„Everybody” conține elemente de muzică R&B deoarece cei de la Sire Records au decis să o promoveze pe Madonna ca fiind o artistă de culoare pentru a atrage astfel o audiență mai mare, din rândul populației afro-americane. Câteva posturi de radio specializate în muzica „neagră” precum WKTU din New York au adăugat cântecul în lista celor difuzate. Discul single a fost lansat în octombrie 1982. Pentru coperta discului single, Sire Records au folosit un colaj hip-hop din centrul New York-ului în locul unei poze cu Madonna, fiind încă un mod prin care încercau să convingă audiența că artista este negresă.
Deși inițial „Ain't No Big Deal” trebuia să fie fața B a discului single, la cererea lui Rosenblatt, planurile au fost anulate iar piesa exclusă chiar și de pe album după ce Bray a vândut drepturile de autor altei case de discuri, „Everybody” fiind folosit astfel și ca față B.

## Structura
Piesa este compusă în tonalitatea Do minor, melodia începând în Sol bemol și urcă în următoarea gamă odată cu „everybody”, evidențiind refrenul. Structura de bază a cântecului „Everybody” este tipică muzicii rock, existând și influențe electronice  precum și elemente de muzică R&B. Ritmul melodiei vocale conține doar câteva sincope, armoniile vocale fiind subtile, vocea Madonnei fiind distinctivă. În cântec se folosește, pe tot parcursul, doar câte un acord pe spații mari. Pasajele melodice sunt complexe.
Piesa începe cu elemente puternice de sintetizator în timp ce Madonna șoptește câteva versuri („I know you've been waiting, I know you wanna get up..[..]..Yeah” ce duce la o invitație la dans ce se repetă constant („Everybody, C'monn dance and sing/Everybody, get a band, do your thing”) ceea ce i-a făcut pe unii să considere cântecul artificial și repetitiv.
Datorită vocii Madonnei, Sire Records a promovat cântecul ca fiind al unei artiste de culoare, având astfel șansa să intre într-un segment al radioului în care ar fi avut șanse să se claseze. În New York, piesa a fost difuzată de postul de radio WKTU, ce avea un public format în majoritate de afro-americani.

## Recenzii
Scriitorul Rikky Rooksby, în cartea sa, The Complete Guide to the Music of Madonna, a criticat compoziția, numind-o artificială, repetitivă și neinspirată; continuând, a spus că aceasta încheie albumul pe o notă plată. Don Shewey de la Rolling Stone, a scris în recenzia albumului că: "La început [„Everybody”] nu prea sună a ceva special. Apoi descoperi o trăsătură distinctă, pe care muziciana o folosește iar și iar, până devine iritant ca naiba. Într-un final, te prinde și începi să aștepți tot mai mult s-o auzi din nou." Bill Lamb de la About.com a scris că piesele de pe album au refrene pop irezistibile. Autorul J. Randy Taraborrelli în biografia sa despre Madonna, și-a exprimat de asemenea o părere pozitivă asupra piesei, numind-o o „chemare ritmată la petrecere”. Un alt biograf, Santiago Fouz-Hernández, în cartea Madonna's Drowned Worlds, a aplaudat refrenul, spunând că „Everybody” și „Music” sunt cele două cântece ale Madonnei care îi demonstrează dezvoltarea artistică.

### Premii și recunoașteri
| Anul | Ceremonia      | Premiul                  | Rezultatul |
| ---- | -------------- | ------------------------ | ---------- |
| 2006 | Slant Magazine | 100 Greatest Dance Songs | Locul 18   |

## Videoclip

Videoclipul realizat a fost unul simplu, majoritatea acţiunii luând loc pe o scenă în faţa unui perete luminat cu becuri.

Deoarece Sire Records hotărâseră să o promoveze pe Madonna ca fiind o cântăreață de culoare, nu au dorit să filmeze un videoclip pentru single. Totuși, într-o seară, artista i-a chemat pe mai mulți executivi de la Sire Records printre care Stein și Rosenblatt. Impresionați de coregrafia ce a fost descrisă ca fiind un „dans disco susținut de dansatori avangardiști” și de răspunsul pozitiv al publicului, aceștia au decis să realizeze totuși un clip, ce avea să fie trimis în cluburile din toată țara.
La filmarea acestuia au participat și prietenele cântăreței, Debi Mazar, care s-a ocupat de machiaj, Erika Belle și Bags Rilez care au apărut ca și dansatoare și artistul de graffiti Michael Stewart. Lui Steinberg i-a plăcut profesionalismul Madonnei pe platourile de filmare și a ajutat-o să trimită copii ale videoclipului în cluburile de noapte din America, reușind să-l transforme într-un hit acolo.
Pentru a promova cântecul, un videoclip cu buget redus de doar 1.500 dolari americani a fost filmat de către Ed Steinberg, care a fost și producător, în timp ce artiști contemporani precum Michael Jackson și Duran Duran cheltuiau sume de peste 100.000 de dolari. Acesta a fost realizat chiar în clubul The Paradise Garage, un club pentru homosexuali, și o înfățișează pe Madonna pe scenă, cu doi dansatori în spate, dansând în fața unor lumini. Videoclipul a debutat în octombrie 1982. Inițial, acesta a fost difuzat doar în cluburi; totuși, acesta a lămurit confuzia cum că aceasta ar fi fost o cântăreață de culoare. Videoclipul nu a fost lansat comercial.

## Interpretǎri live

Madonna interpretând piesa pentru prima dată în fața unei audiențe, după semnarea contractului cu Sire Records. Dansatorii realizează aceeași coregrafie ce avea să fie folosită și în videoclip.

Madonna a debutat piesa în clubul Danceteria în 1982, fiind prima ei interpetare solo sub egida Sire Records. La sfârșitul anului, Madonna a avut prima apariție televizată la emisiunea Dancin' on Air, unde a interpretat piesa. În următorul an, „Everybody” a mai fost cântat în câteva cluburi în luna ianuarie, însă începând cu luna februarie, cântăreața alege să interpreteze noul single, „Burning Up”, spre a-l promova. L-a mai interpretat la sfârșitul anului 1983, după succesul celui de-al treilea single, „Holiday”.
„Everybody” a fost inclus în primul turneu al Madonnei, The Virgin Tour, fiind al patrulea cântec din lista celor interpretate. În această interpretare, cântăreața purta o fustă verde scurtă și o bluză plasă, de asemenea verde, costumația fiind similară cu cea din prima parte a spectacolului, cu excepția faptului că acum purta o pălărie neagră. Deși piesa nu a fost interpretată în următoarele ei turnee, Who's That Girl Tour și Blond Ambition Tour, în cel din urmă o mostră din aceasta („Dance and sing, get up and do your thing”) a fost inclus în deschiderea cântecului „Express Yourself”.
Madonna a cântat melodia în turneul ce promova albumul Erotica, fiind ultima piesă din cele interpretate, urmând după „Justify My Love”. Cântăreața a apărut pe scenă într-o costumație nouă și totodată simplă, purtând o pereche de blugi rupți și un tricou larg, aparținând echipei naționale de fotbal din țara în care se afla. După intrarea pe scenă, aceasta cântă câteva versuri din „Everybody Is A Star” de Sly & The Family Stone, urmând, o dată cu schimbarea ritmului, „Everybody”. Dansatorii apar pe scenă pe rând, fiecare dintre ei executând diferite mișcări acrobatice, urmat de alte mișcări de dans, la care participă și Madonna. După partea în care artista cântă alături de public câteva versuri din refren, dansatorii se retrag după cortină, iar aceasta le mulțumește publicului pentru participare, plecând și ea. Clovnul reapare pe scenă, dându-și jos masca, dezvăluind publicului că acesta era de fapt Madonna. După ce mai cântă o dată versul „Everybody is a star”, cântăreața părăsește scena.
La 12 ani de la ultima interpretare, piesa a fost cântată în turneul promoțional Hung Up, în Londra (Koko Nightclub și G.A.Y. Nightclub) precum și în odată în Tokio. Inițial, aceasta trebuia să fie inclusă și în turneul Confessions, alături de „Deeper and Deeper”, cu toate că au fost înlocuite cu „La Isla Bonita”, respectiv „Erotica/You Thrill Me”, în turneu fiind incluse doar câteva note de la începutul piesei „Everybody” în locul ultimelor note din „Erotica/You Thrill Me”. O mostră din cântec a fost folosită și în a doua parte a turneului Sticky & Sweet, în timpul piesei „Holiday” ce înlocuise „Heartbeat”. Aproape de sfârșitul cântecului, ritmul din „Everybody” îi ia loc celui din „Holiday” în timp ce Madonna cântă o combinație între versurile celor două, momentul terminându-se cu un moment dedicat lui Michael Jackson. Piesa fusese cântată de muziciană și în prima parte a turneului Sticky & Sweet, în timpul secțiunii de cereri în Atlantic City.

## Formate
- Disc single 7" Franța, S.U.A. (1982)

1. „Everybody” (3:58)
2. „Everybody” (Instrumental) (4:13)

- Disc single 7" Regatul Unit (1982)

1. „Everybody” (3:20)
2. „Everybody” (Dub Version) (4:40)

- Disc single 12" Benelux, Canada, S.U.A. (1982) [A]

1. „Everybody” (5:56)
2. „Everybody” (Dub Version) (9:23)

- Maxi single, disc single 12" Franța (1982)

1. „Everybody” (5:56)
2. „Everybody” (Instrumental) (9:23)

- CD single Germania (1995) [B]

1. „Everybody” (Album Version) (4:55)
2. „Everybody” (Dub Version) (8:58)

- A ^ Durate pieselor este trecută greșit, iar pe fața A este trecut greșit „Everybody” (Instrumental).
- B ^ Versiunea de pe fața A este mai lungă decât varianta de la album, dar nu are date suplimentare.

Sursa:

## Versiuni
- „Everybody” (3:20)
- „Everybody” (3:58)
- „Everybody” (Album Version) (4:55)
- „Everybody” (Instrumental) (4:13)
- „Everybody” (Instrumental) (9:23)
- „Everybody” (Dub Version) (4:40)
- „Everybody” (Dub Version) (8:58)
- „Everybody” (Dub Version) (9:23)

## Personal
- Madonna – voce principală, compozitor
- Mark Kamins – producător
- Butch Jones – sintetizator
- Reggie Lucas – chitară, tobe
- Fred Zarr – sintetizator, pian electric și acustic
- Dean Gant – pian electric și actustic
- Bobby Malach – saxofon tenor
- Ed Walsh – sintetizator
- Gwen Guthrie – voce de fundal
- Brenda White – voce de fundal
- Chrissy Faith – voce de fundal

## Performanța în clasamente
„Everybody” a fost primul single lansat de Madonna, după mai mulți ani în care încercase să intre în industria muzicală. Lansat în Statele Unite în octombrie 1982, aproape fără promovare în afara cluburilor nord-americane, acesta nu a reușit să intre în niciun clasament, deși fusese lansat internațional. Fiind primită cu recenzii mixte de către critică, piesa a fost un succes mediocru în Statele Unite, deoarece deși nu a intrat în Billboard Hot 100, a atins pe 25 decembrie locul 7 în Billboard Bubbling Under, clasament ce ține evidența cântecelor ce sunt aproape să intre în Hot 100. În ciuda vânzărilor reduse ale discului single și lipsa promovării de către radiouri, „Everybody” s-a dovedit a fi un succes în topul ce monitorizează prezența pieselor în cluburile americane, atingând locul 3, devenind primul dintr-un șir de 12 cântece consecutive ale Madonnei ce ating top 10 în Hot Dance Club Play. În total, acesta a petrecut 16 săptămâni în clasament, cele mai multe pentru cântăreață, fiind la egalitate cu „Burning Up” și „Bedtime Story”.

### Clasamente
| Clasamanet (1982)   | Poziția maximă | Referință |
| ------------------- | -------------- | --------- |
| Billboard Hot 100   | 107            | [ 36 ]    |
| Hot Dance Club Play | 3              | [ 36 ]    |